# Silnik kubkowy

Schemat silnika kubkowego:
1 - uzwojenie płaskie;
2 - wirnik kubkowy;
3 - rdzeń ferrytowy (magnes trwały);
4 - komutator;
5 - stojan.

Silnik kubkowy (inna nazwa Silnik Ferrarisa) to rodzaj silnika prądu stałego z wirnikiem w kształcie kubka. Taki silnik posiada uzwojenie płaskie zasilane dwufazowo. Stosowany m.in. w robotyce.